# 似蜑玉螺

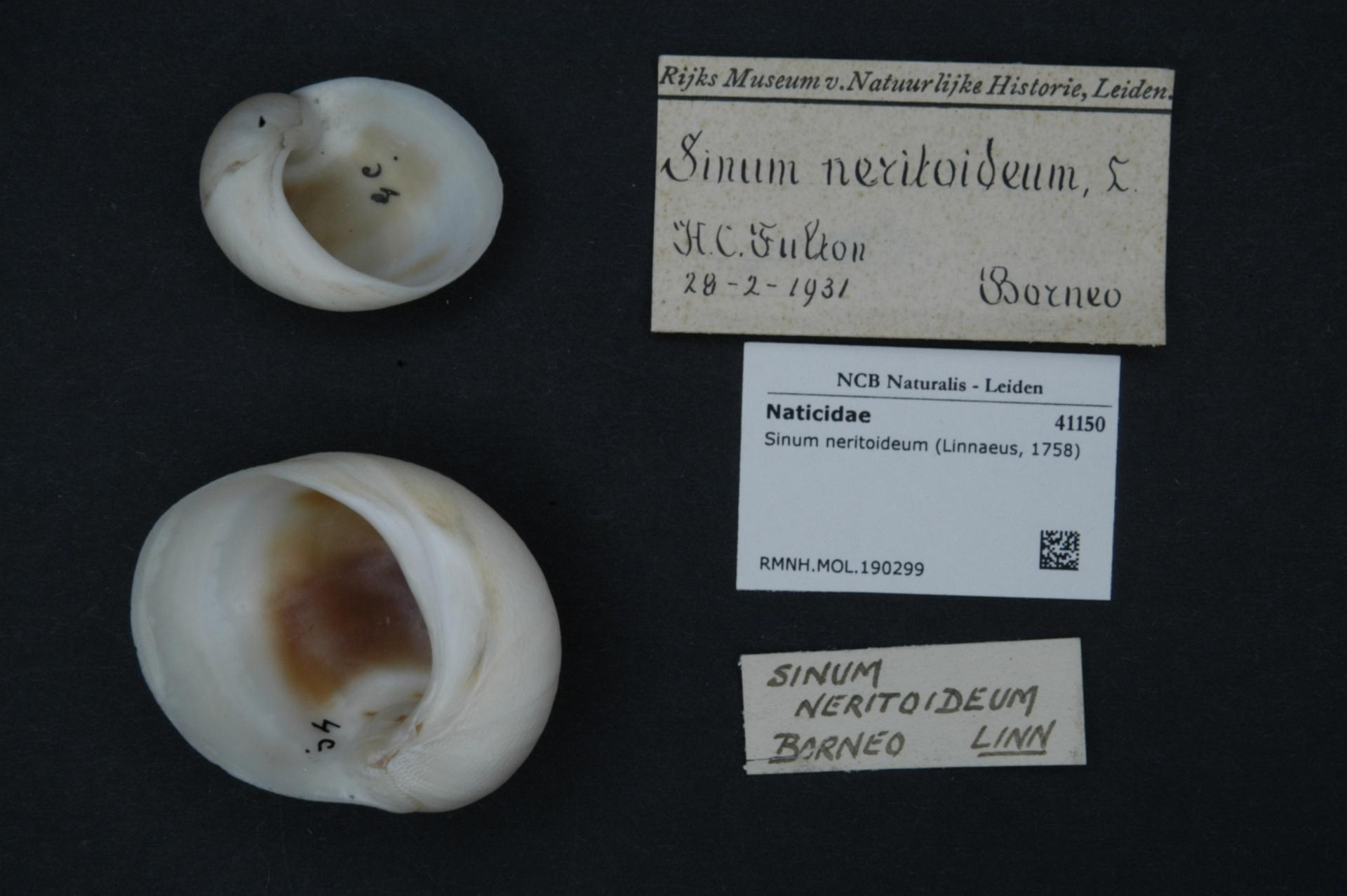

似蜑玉螺（学名：Sinum neritoideum）是玉螺科广口玉螺属的一种。
主要分布于新加坡、马来西亚、印度尼西亚、越南、台湾，常栖息在浅海沙底、浅海。